# Malmbergets högre allmänna läroverk
Malmbergets högre allmänna läroverk var ett läroverk i Malmberget verksamt från 1917 till 1968.

## Historia
År 1904 bildades av gruvbolaget en samskola. Ur denna uppstod 1917 en kommunal mellanskola som ombildades 1932–1935 till en samrealskola, från 1947 med ett kommunalt gymnasium.
År 1955 hade gymnasiet helt förstatligats och skolan blev då Malmbergets högre allmänna läroverk. Skolan kommunaliserades 1966 och namnändrades därefter till Välkommaskolan. Studentexamen gavs från 1950 till 1968 och realexamen från 1916 till 1968.